# Ґраінне (кратер)
Кратер Ґраінне (англ. Craters Gráinne) — метеоритний кратер на Європі, супутнику Юпітера.

## Характеристики
Утворився на місці падіння на поверхню супутника Європа космічного метеорита, якого притягнув у свою орбіту масивний Юпітер. Внаслідок чого сформувався ударний кратер з діаметром 13,5 кілометріа. Центр кратера розташовано за координатами 59.7° пд. ш., та 99.4° зх. д.
Вперше про льодовий кратер довідалися у 2000 році, після дослідження поверхні супутника телескопами з Землі. Названий на честь Ґраінне, доньки верховного вождя Кормака мак Арта в кельтській міфології.